# Villeconin
Villeconin  [vilkonɛ̃] je francouzská obec v departementu Essonne v regionu Île-de-France. V obci se nachází kostel svatého Albína z Angers.

## Poloha
Obec Villeconin se nachází asi 41 km jihozápadně od Paříže. Obklopují ji obce Saint-Chéron na severu, Souzy-la-Briche na severovýchodě, Chauffour-lès-Étréchy na východě, Étréchy na jihovýchodě, Brières-les-Scellés na jihu, Boissy-le-Sec na jihozápadě a na západě a Sermaise na severozápadě.

## Historie
Ves se ve 12. století nazývala Villa Conani. Svůj současný název získala až v roce 1793 spojením tehdejšího Ville Conin. V roce 1185 při urovnání sporu mezi kanovníky katedrály Panny Marie v Chartres a řádem johanitů, věnoval chartreský biskup Rainaud II. farnost Villeconin tomuto řádu, který ji držela až do Velké francouzské revoluce.
Hrad Villeconin nechal vystavět kolem roku 1388 Jean de Montagu (1363-1409), rádce francouzských králů Karla V. a Karla VI.

## Vývoj počtu obyvatel
Počet obyvatel